# Рейд на Бариш
 Рейд на Бариш (офіційна кодова назва — Операція Кайла Мюллер, названа в честь Кайли Мюллер, вбитої членами ІДІЛ) — військова операція Сполучених Штатів Америки, яка була проведена в околицях села Бариш, провінція Ідліб, Сирія, 26–27 жовтня 2019 року з метою захоплення або вбивства Абу Бакра аль-Багдаді, тодішнього лідера і самопроголошеного халіфа Ісламської держави Іраку та Леванту (ІДІЛ). За словами генерала Центрального командування США (ЦЕНТКОМ) Кеннета «Френка» МакКензі, який був куратором операції, Багдаді вбив себе разом з двома дітьми, підірвавши пояс самогубця, з метою уникнути полону силами США під час рейду.

## Загальна інформація
Рейд розпочався завдяки інформації, яку отримала розвідка Центрального розвідувального управління (ЦРУ). Метою рейду було знаходження та захоплення лідера ІДІЛ. Нью-Йорк Таймс повідомляв, що за словами двох американських чиновників ЦРУ отримало дані про місцезнаходження Абу Бакр аль-Багдаді завдяки арешту однієї з його дружин та його кур'єра. Після цього ЦРУ тісно співпрацювало з іракською та курдською службою розвідки в Іраку та Сирії відповідно. Натомість, «Гардіан» повідомив, що дані отримали від контрабандиста, який в минулому співпрацював з Багдаді, жінки, яка вважалася його дружиною, та племінника Багдаді. Разом вони надали важливу інформацію про маршрути та сховки Багдаді. Іракські чиновники також заявили, що арешт Мухаммада Алі Саджида аль-Зобайє, брата Багдаді, допоміг їм знайти тунель, який веде до двох схованок поблизу Аль-Каїму в Іраку, наповнених різними предметами, завдяки яким вдалося знайти Багдаді. Тим не менш, один із американських чиновників заперечив те, що Ірак надав точне місцезнаходження Багдаді та заявив, що операцію було запущено, коли Багдаді з'явився в місці, де вже був створений збір даних.

### Місцезнаходження
Reuters повідомили, що за даними розвідки Іраку арешт лідерів Ісламської Держави був надзвичайно важливим під час вивчення рухів та укриттів Багдаді. Вони сказали, що Ісмаїл аль-Етаві, який вважався головним помічником Багдаді, був знайдений інформаторами у Сирії, затриманий турецькою владою, і переданий іракським спецслужбам, яким він надав корисну інформацію в лютому 2018 року. Тоді спецслужби Іраку передали інформацію ЦРУ, яке в подальшому наглядало за розсекреченим місцем через супутник та безпілотники. Reuters також заявили, що у 2019 році розвідка США, Туреччини та Іраку провели спільну операцію, в ході якої захопили кількох високопоставлених лідерів ІДІЛ, у тому числі чотирьох іракців та сирійця, які видали місця, де вони зустрічалися з Багдаді на території Сирії. Після цього розвідка трьох країн вирішила співпрацювати із ЦРУ, щоб краще слідкувати за цими місцями. Один із іракських урядовців зауважив, що «останній момент життя» Багдаді був тоді, коли той з родиною вперше покинув місце, де переховувався. Етаві та інші помічники Багдаді в інтерв'ю з виданням The New York Times заявили, що їм зав'язали очі перед тим, як відвезти на зустріч із своїм лідером, з метою збереження його місця перебування в таємниці. Пізніше, після зустрічі, їх тримали в одному місці годинами, перш ніж знову зав'язати очі та вивезти із сховку.
Сховок Багдаді розташовувався поблизу координат GPS 36.1660, 36.6274, в Сирійській провінції Ідліб. Дивно було те, що сховок Багдаді знаходився на території ворожого угруповування Джихаду. У липні 2019 року голова Об'єднаного комітету начальників штабів Джозеф Данфорд пояснив, що до початку Громадянської війни в Сирії, яка розпочалася в 2011 році, у Ідлібі було близько 20 000-30 000 бійців Аль-Каїди. Заступник помічника міністра оборони США на Близькому Сході Майкл П. Малрой заявив, що «У Ідлібі знаходиться більшість філій Аль-Каїди.»

### Роль Курдів
Сирійські Демократичні Сили (СДС) під керівництвом курдів повідомили, що вони надавали значну підтримку під час операції. Перед рейдом Сирійські Демократичні Сили, працюючи з урядом США, провели п'ять місяців, збираючи інформацію про місцезнаходження Багдаді. Високопоставлений чиновник Державного департаменту США заявив, що СДС «відіграли ключову роль» у рейді на сховок Багдаді і, що США тісно співпрацювали з командиром курдів. Дані генерала Мазлума Абді про кожен аспект спільної операції та його заяви щодо рейду відповідали деталям операції. Генерал Мазлум Абді заявив, що операція була затримана на місяць через турецьке нарощування сил на сирійському кордоні і подальше вторгнення Туреччини на північно-східну Сирію . New York Times повідомив, що за інформацією неназваних представників американської армії різке виведення сил США з півночі Сирії президентом Дональдом Трампом ускладнило рейд на Бариш, але сирійські курди продовжували надавати інформацію до ЦРУ навіть під час турецького наступу. Один із чиновників зауважив, що сирійські курди разом з курдами Іраку надали набагато більше даних для проведення захоплення, ніж будь-яка інша країна. Пізніше командир CENTCOM Френк МакКензі також підтвердив, що СДС надали розвідку американським військовим перед рейдом в Ідліб.

## Передісторія
Два американські чиновники заявили, що Багдаді перебував у сховку в Бариші з липня 2019 року і відтоді він перебував під наглядом, проте американські сили не нападали через наявність філій Аль-Каїди та контроль Росією та Сирійський урядом повітряного простору. Як повідомляється, Пентагон вирішив розпочати місію після того, як президент Дональд Трамп наказав вивести американські сили з півночі Сирії на початку жовтня. Подальше очікування могло б завершитись втратою сліду Багдаді.
Міністерство оборони Туреччини заявило, що військові Туреччини та США обмінювались інформацією напередодні рейду в Ідлібі . Американський уряд розповів, що Турецьку сторону було повідомлено про операцію, щоб уникнути ненавмисної сутички між військовими обох країн. Тим не менш, деталі інформації та її мета не були оголошені, оскільки рейд могли скомпрометувати. Туреччина також повідомила Хаят Тахрір аль-Шам (ХТШ), який контролює більшу частину району у якому відбувся рейд, щоб вони не відкривали вогонь по вертольотах, які були використані в ході операції. Незважаючи на повідомлення, зенітний вогонь було відкрито. Пізніше оператори зеніток були затримані командирами ХТШ за невиконання наказів.
За інформацією генерала ЦЕНТКОМу Френка МакКензі, президент Трамп був ознайомлений «з усіма аспектами плану та з ризиками, пов'язаними з ним», а також про те, що Росія та Туреччина контактували перед місією, щоб уникнути випадкових зіткнень. Із згодою Трампа, Маккензі дав наказ розпочати операцію 26 жовтня о 9 ранку за EST.

## Рейд

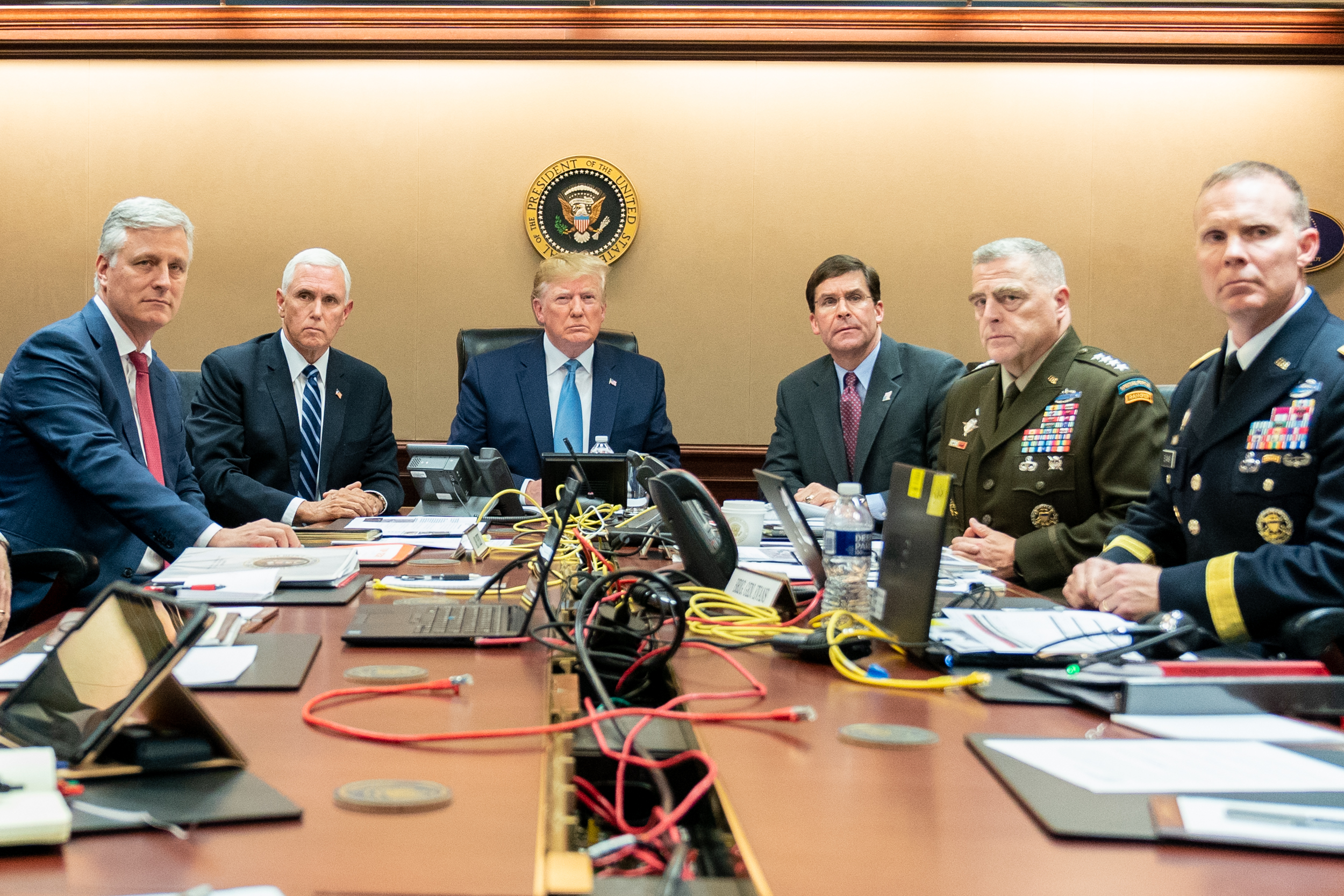
Президент Дональд Трамп, віце-президент Майк Пенс, міністр оборони Марк Еспер, Голова Об'єднаного комітету начальників штабів США Марк Міллі та інші ключові посадові особи спостерігають за операцією в Ситуаційній кімнаті Білого дому, 26 жовтня 2019 року

26 жовтня 2019 року, близько 17:00 за EST (23:00 в Сирії), незабаром після того, як президент США Дональд Трамп і невелика команда ключових цивільних і військових лідерів зібралися в Ситуаційній кімнаті Білого дому, Об'єднане командування спеціальних операцій США (JSOC), оператори 1-ї SFOD-D (Delta Force) разом з рейнджерами армії США з 75-го полку рейнджерів направили одну з військових баз США в Ербіль, Ірак у восьми військових вертольотах США, серед яких були « Боїнг» MH-47 Chinooks та Sikorsky MH-60L / M Blackhawks,. Вони здійснювали повітряну атаку на «ізольований сховок», який знаходився на відстані 300 метрів за межами села Бариш, яке в свою чергу розташоване на відстані п'яти кілометрів на південь від межі з Туреччиною, на ворожій повстанській території у сирійському губернаторстві Ідліб. Метою атаки було вбивство або захоплення Багдаді. Як повідомляється, військові летіли під моніторингом Туреччини та Росії над їхнім повітряним простором до мети, де й висадилася через 70 хвилин.
За словами генерала Френка МакКензі, який наглядав за операцією, з повітря солдатів прикривали озброєні вертольоти, велика кількість дронів та винищувачі, які забезпечували авіаційну підтримку; військові врахували можливість перебування на території дітей та не-військових, тому намагалися мінімізувати жертви. Коли бойові сили США наближалися до укріплення Багдаді, вертольоти потрапили під обстріли, які велися з двох різних місць групами, які так чи інакше не належали ІДІЛ. Ці солдати знаходилися поза сховком Багдаді, але в районі операцій; за даними генерала МакКензі, їх нейтралізували двома авіаударами. Як заявляють місцеві жителі, американські вертольоти боролися з ІДІЛ протягом 30 хвилин. Під час цього вони відкрили стрільбу ракетами по двох сусідніх будинках, зрівнявши один з землею, перед тим, як десантники вирушили назовні. Оператори Delta Force, за підтримки військових собак та військових роботів, висадилися поза сховком і оточили його. Вони не раз закликали тих, хто знаходився всередині мирно вийти арабською мовою . П'ять членів ІДІЛ всередині будівлі — чотири жінки та один чоловік — «представляли загрозу оперативникам», вони не відповідали на команди про мирну здачу, через підозру в носінні жилетів-самогубця їх довелося вбити. Вважаючи, що головний вхід замінований, оператори підірвали стіни будівлі вибухівкою.
За даними США, як тільки їх солдати потрапили всередину будинку, Багдаді втік у тунель під приміщеннями. Він був одягнутий у жилет самогубців та захопив із собою двох дітей. На той час, як він зайшов в глухий кут, за ним послали військового робота і собаку (кличка «Конан») для знешкодження бомби. Проте Багдаді підірвав жилет, убивши себе та своїх дітей, тим самим він спричинив обвал тунелю. Вважається, що діти, яких він убив були молодші 12 років. Американські солдати розкопали уламки, щоб знайти залишки Багдаді. Спеціалісти успішно провели тестування його ДНК та біометричні тести через 15 хвилин після смерті лідера ІДІЛ, тим самим вони підтвердили особистість Багдаді. За даними Білого дому, «поєднання візуальних даних та тестів на ДНК підтвердили особу Багдаді»
Двох чоловіків в'язнів, значну кількість документів та електронних предметів було вилучено із складу під час рейду. На думку представників США, це допоможе зрозуміти нинішню структуру керівництва ІДІЛ. Всього було вилучено 5-6 мобільних телефонів, 2-4 ноутбуки та декілька флешок . Приблизно о 3:30 ранку за сирійським часом, американські гелікоптери вилетіли з Сирії на територію Іраку, а потім сховок було знищено авіаударами літаків F-15 та безпілотників MQ-9 Reaper . За словами голови Об'єднаного комітету начальників штабів США Марка Міллі, щоб цілком знищити сховок Багдаді використовувались крилаті ракети AGM-158 JASSM та керовані ракети AGM-114 Hellfire .
Генерал МакКензі, який назвав операцію «вишукано спланованою та точно виконаною» заявив, що солдати, які брали участь в операції, базувались в Сирії і що в рейді на Бариш брали участь лише американці. Вся операція тривала приблизно дві години.

## Наслідки

### Пресс-конференція Дональда Трампа

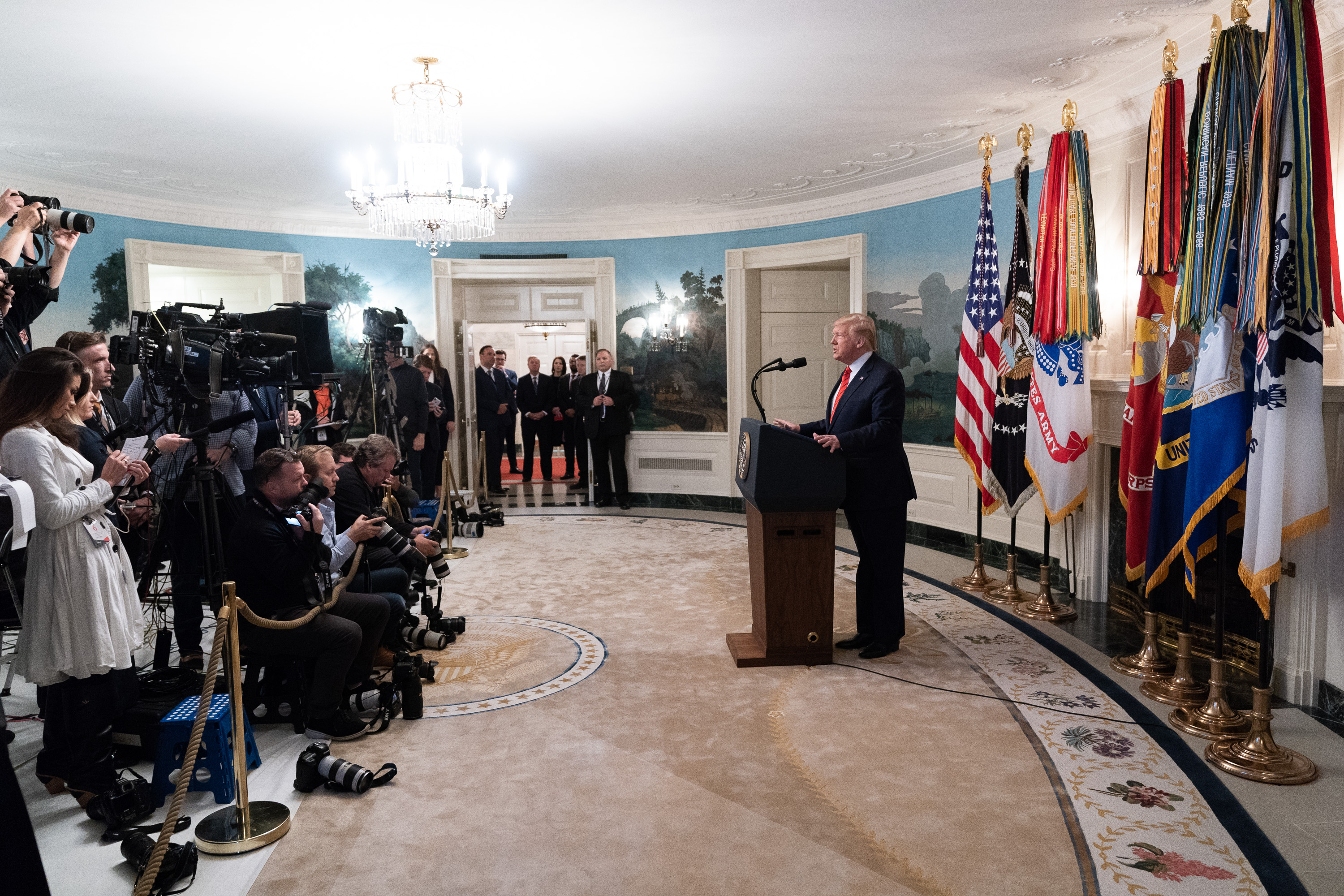
Трамп розповідає про рейд пресі в Білому домі 27 жовтня 2019 року

О 21:23, за північноамериканським східним часом (EST), президент Дональд Трамп запостив твіт «Щось неймовірно грандіозне сталося щойно!». Пізніше Білий дім оголошує про заплановану прес-конференцію на 9 ранку наступного дня. Чотирнадцять годин після рейду Трамп оголосив про смерть Багдаді. Разом з цим він детально описав операцію, повідомивши, що американські сили використовували вертольоти, винищувачі та безпілотники у повітряному просторі, який контролюється Росією та Туреччиною. Він також заявив, що Багдаді знаходився під наглядом уже пару тижнів, а дві-три спроби рейдів були скасовані через його пересування. Трамп продовжив свою пресс-конференцію такими словами: «Спецназ дістався до сховку за допомогою восьми вертольотів. Командос увійшли в будівлю, пробивши діри в стіні, через підозру на те, що головні двері були заміновані». Трамп оголосив, що Багдаді загинув, активувавши пояс шахіда після того, як американські військові собаки загнали його всередину тунелю. Президент та інші посадові особи спочатку казали, що вибух спричинив загибель трьох дітей, однак генерал Френк МакКензі пізніше заявив, що загинуло лише двоє дітей. За словами Трампа, Багдаді загинув «як собака і боягуз. Він скиглив, плакав та кричав», але різні посадові особи Пентагону або не могли підтвердити, або відверто заперечували ці слова. Президент Трамп, як повідомляється, бачив лише відео безпілотника без живого аудіо.
Деякі американські чиновники заявили, що прес-конференція Трампа містила інформацію, яка були не зовсім точною і частково засекреченою.

### Жертви
Голова Об'єднаного комітету начальників штабів Марк А. Міллі заявив під час брифінгу в Пентагоні, що утилізація трупа Багдаді «виконана належним чином». Перед цим він додав, що Вашингтон не планує показувати фото смерті Багдаді, але пізніше кадри рейду були надані під час брифінгу 30 жовтня. Багдаді був похований в морі з дотриманням ісламських обрядів, цю інформацію повідомили Reuters троє анонімних американських чиновників. AFP було так само повідомлено про це, але самим Пентагоном. Помічник Багдаді, який займався логістикою, був також вбитий згідно з даними чиновників Іраку. Державний секретар Сполучених Штатів Майк Помпео заявив, що під час нападу також загинули дві дружини аль-Багдаді.

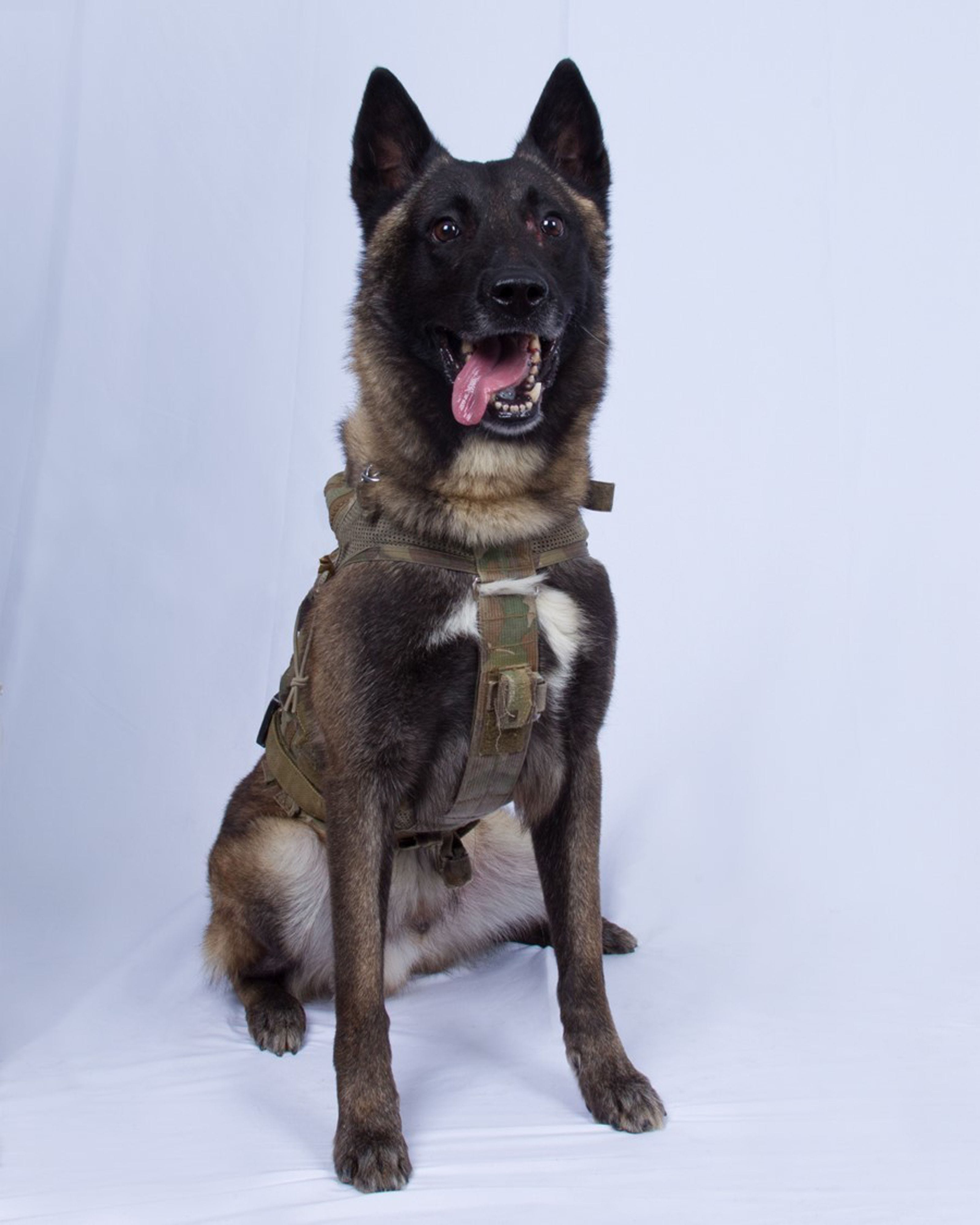
Конан, американський військовий пес, який гнався за Багдаді

Трамп заявив, що американські солдати не постраждали, але міністр оборони Марк Еспер пізніше розповів, що двоє були легко поранені під час рейду. Бойовий пес, бельгійська вівчарка по імені Конан,, який переслідував Багдаді, також був на лікуванні певний час після рейду, але вже 28 жовтня повернувся до роботи. Під час прес-конференції 27 жовтня Еспер та Міллі відмовилися ідентифікувати ім'я пса з міркувань безпеки. Пізніше того ж дня Трамп опублікував його фотографію. За словами МакКензі, собака отримала травми через оголені електричні кабелі.
За даними Сирійського центру моніторингу за збереження прав людини (SOHR), Delta Force убили дев'ятьох людей, серед яких одна дитина, дві жінки та кілька високопоставлених лідерів ІДІЛ. Жилетом шахіда Багдаді вбив ще двох рідних йому дітей. Американці захопили двох бойовиків та одинадцять дітей. Генерал Френк МакКензі заявив, що в ході операції загинули шість членів ІДІЛ, до складу яких входили чотири жінки та ще один чоловік, окрім Багдаді. Під час рейду також загинуло від 10 до 15 членів іншої групи, яка перешкоджала американським силам.
Дельта також убили командира місцевої групи Захисників релігії. Його ім'я Абу Мухаммед аль-Халабі, він був власником будинку, в якому переховувався Багдаді. Чиновник розвідки Іраку та Хішам аль-Хашимі розказали The Independent, що окрім переховування Багдаді, аль-Халабі також був контрабандистом, чим і користувались глава ІДІЛ та його родина. Мешканці села заявляли, що він продавав овець та дуже рідко спілкувався із сусідами. Вважається, що його псевдонім — Абу Мухаммед Салама. Його труп був викинутий силами Дельти після рейду на Бариш.